# Mutage
Le mutage, étymologiquement signifie que l'on rend le moût « muet ».
Découvert en 1258 par Arnaud de Villeneuve, le mutage est l'opération qui consiste à empêcher ou à arrêter la fermentation alcoolique d'un moût par deux méthodes :
- soit par adjonction d'éthanol à 96° (méthode la plus usitée) ;
- soit par adjonction d'anhydride sulfureux (SO2)[1].

Cela a pour effet d'inhiber les levures et par conséquent d'arrêter la fermentation alcoolique tout en conservant les sucres et en complétant le taux d'alcool du moût.

## Vins mutés de raisin
Le mutage est utilisé pour l'obtention du vin muté. Trois types de techniques sont employées pour obtenir le vin de liqueur, la mistelle et le vin doux naturel.

### Vins de liqueur
Le moût de raisin est coupé avec de l’eau de vie en tout début de fermentation, ce qui permet de conserver le sucre contenu dans le jus.
Le pineau des Charentes est un « vin de liqueur produit dans une région déterminée » (VLQPRD) au niveau européen et un « vin de liqueur d'appellation d'origine contrôlée » (VLAOC) en France. Il est obtenu par mélange de moût de raisin et de cognac.
Le floc-de-gascogne est un vin de liqueur élaboré par mélange de moût de raisin et d'armagnac jeune. Hérité d'une recette du XVIe siècle, il est reconnu depuis 1990 comme appellation d'origine contrôlée et produit sur une vaste partie des départements du Gers, des Landes et de Lot-et-Garonne.
Le Macvin-du-jura est muté à l'eau de vie de Marc du Jura. Il bénéficie d'une appellation d'origine contrôlée depuis le décret du 14 novembre 1991.

### Mistelles
On parle de mistelle quand le mutage a lieu avant même le début de la fermentation
- Le pommeau est une mistelle de moût de pomme muté au calvados ou au lambig
- Le poirineau de moût de poire muté à l'eau-de-vie de poiré.
- À Madagascar, aux abords de la ville de Fianarantsoa, le domaine de Mahitasoa produit une mistelle à 18 % appelée Piloboka. Cette mistelle a la particularité d'être produite par un assemblage de jus de raisin issu du cépage couderc, vendangé tardivement, avec du jus de canne distillé (du rhum).

Le Québec assemble du moût de raisin avec du Brandy sous différents noms et produit même des mistelles à base de poire, de pomme et de prune.
- Sur l'Île d'Orléans, on retrouve une mistelle à 17° produite sous le nom Insula à la propriété Sainte-Pétronille. Il s'agit d'un assemblage de jus de raisin vandal-cliche avec l'addition de brandys.
- Près d'Oka, à la Roche des Brises, on retrouve une mistelle nommée Sir Parker (cuvée 2009, DL, Taram)
- À Compton sont produites une mistelle de pomme et une de poire et prune à 18 %
- À Saint-Théodore-d'Acton, au verger Clément Larivière, est produite une mistelle de pomme à 20 % nommée l'Éden
- À Rougemont, la cidrerie Michel Jodoin produit deux mistelles de pomme. Une première se situe à 20 % alc./vol. et se nomme la Mistelle Dorée. D'ailleurs, cette dernière est élaborée à partir de la pomme McIntosh. La seconde se nomme la Fine Caroline Rosé et est à 18,5 % alc. /vol. La particularité de cette mistelle est qu'elle est faite à partir d'une variété de pomme à chair rouge, acidulée et tanique nommée Geneva. D'ailleurs, la cidrerie Michel Jodoin est le plus grand producteur de cette pomme au Québec.
- À L'Isle-aux-Coudres, la cidrerie et Vergers Pedneault élabore plusieurs mistelles. Une mistelle de pommes et amélanches, appelée Mamzell' Marie-Anne, une mistelle de pommes et poires, une mistelle de pommes, une mistelle de prunes, et une mistelle de pommes gelées, appelée La Grande Glace[2].
- Sur l'Île Népawa de Clerval en Abitibi est produite une mistelle de pomme et de framboise avec un taux d’alcool de 17 %.

### Vins doux naturels

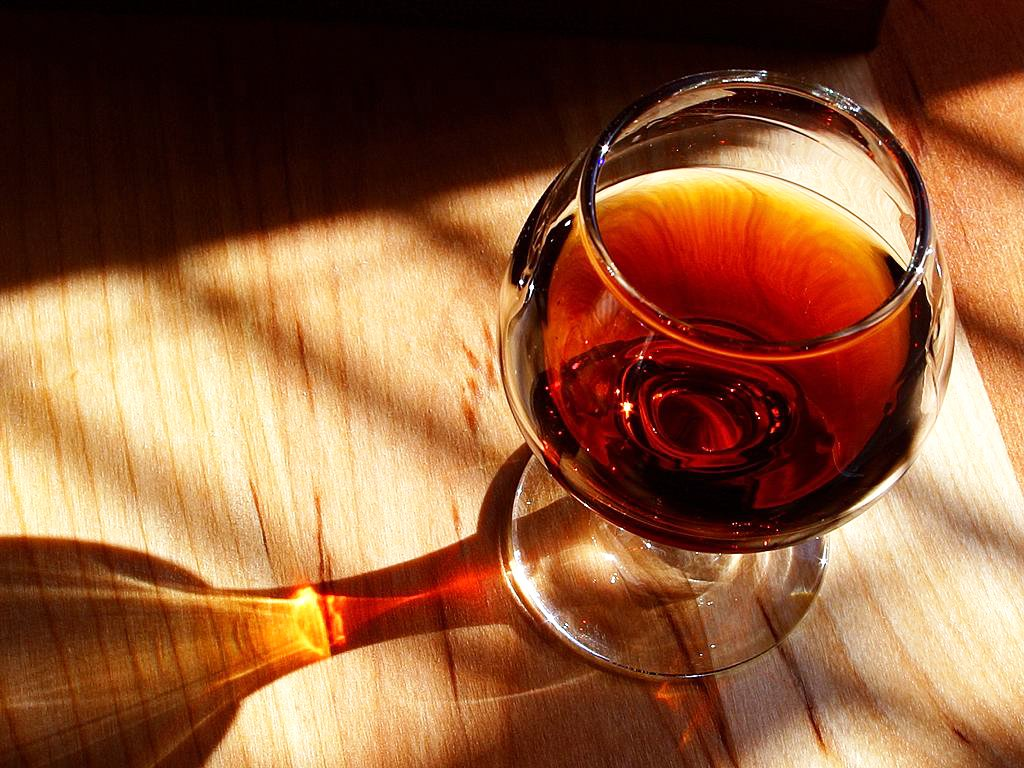
Verre de vieux porto dit "Tawny"

Les vins doux naturels, ou les vins mutés doux impliquent un mutage en cours de fermentation. C’est le cas du Vin de Porto produit au Portugal.
On trouve de nombreux vin doux naturel dans les vignobles du Languedoc-Roussillon (Rivesaltes, Maury, Banyuls, Muscat de Mireval, Muscat de Frontignan, Muscat de Lunel, Muscat de Saint-Jean de Minervois) de la vallée du Rhône méridionale (Rasteau, Muscat de Beaumes-de-Venise) ou de la Corse (Muscat du cap corse).
Le muscat de Setúbal a été élu meilleur muscat du monde parmi une sélection de 210 muscats en 2011.
Le Vin de Madère présente la particularité d'être muté à l'eau de vie de canne à sucre.
On appelle vins mutés secs les vins doux naturels dont le mutage a lieu en fin de fermentation.

### Vins mutés de tradition locale
Il existe de très nombreux vins mutés de tradition locale, dont la diffusion est encore trop limitée pour avoir donné lieu à une appellation d'origine contrôlée.
- Le Ratafia en Champagne et en Bourgogne
- Le Rikiki dans le Beaujolais
- La Cataroise de Béziers